# Харченко Костянтин Павлович

К. П. Харченко

Костянтин Павлович Харченко (11 серпня 1931, Ленінград – помер у травні 2020 року, Митищі
) — радянський інженер у галузі зв'язку та радіолокації, винахідник антени Харченка (1961), кандидат технічних наук, старший науковий співробітник, полковник ЗС СРСР та РФ у відставці.

## Біографія
1950 - закінчив середню чоловічу школу № 158 у Ленінграді
1950-55 - ВЧАЗ ім. Будьонного в Ленінграді.
З 1955 працював у Головному інституті зв'язку МО СРСР.
У 1958 винайшов антену, яка багато років була основою військ зв'язку МО СРСР та країн Варшавського Договору.
Сім років викладав в ЛВВІУЗ

## Публікації, винаходи
- «Радіо», 1961, № 3